# FonePlus
FonePlus为微软于2006年7月份发布，接近与电脑的手机电脑。有报道称，FonePlus为OLPC的杀手之一。由于微软官方并没有公布详细信息，有部分人士认为，FonePlus应属于超级移动电脑之一。FonePlus也是微软“廉价电脑”的计划之一。目前可以确定的是操作系统应该为Windows家族的Windows CE操作系统。FonePlus含有类似OLPC的外接电视、键盘以及类似于笔记本电脑的设备。

## 相关报道
- （英文）Microsoft demos "FonePlus" OLPC killer（页面存档备份，存于）
- （英文）Microsoft shows off cell phone-PC prototype

## 相关
- 手机
- 超级移动电脑
- 掌上电脑